# Ромийи-сюр-Андель
Ромийи-сюр-Андель (фр. Romilly-sur-Andelle) — коммуна на севере Франции, регион Нормандия, департамент Эр, центр одноименного кантона, в 25 км к юго-востоку  от Руана и в 13 км от автомагистрали А13 "Нормандия", на берегу реки Андель, притока Сены.
Население (2018) — 3 277 человек.

## История
В 1782 году в Ромийи был построен литейный завод, на который в 1792 году свозили на переплавку колокола с закрытых церквей со всех соседних департаментов. В 1802 году завод посетил Наполеон Бонапарт. В конце XIX века завод был закрыт.

## Достопримечательности
- Церковь Святого Георгия XI-XIII веков
- Шато Кантлуп XVII века

## Экономика
Структура занятости населения:
- сельское хозяйство — 0,5 %
- промышленность — 47,0 %
- строительство — 7,2 %
- торговля, транспорт и сфера услуг — 17,8 %
- государственные и муниципальные службы — 27,6 %

Уровень безработицы (2014) — 12,5 % (Франция в целом —  13,5 %, департамент Эр — 13,7 %). 

Среднегодовой доход на 1 человека, евро (2014) — 20 355 (Франция в целом — 20 150, департамент Эр — 20 445).

## Демография
Динамика численности населения, чел.

## Администрация
Пост мэра Ромийи-сюр-Анделя с 2008 года занимает Жан-Люк Роме (Jean-Luc Romet). На муниципальных выборах 2020 года возглавляемый им список был единственным.
| Период | Период | Фамилия      | Партия                             | Примечания |
| ------ | ------ | ------------ | ---------------------------------- | ---------- |
| 1977   | 1983   | Ален Робер   | Объединение в поддержку республики |            |
| 1983   | 1995   | Жак Куртуа   | Разные левые                       |            |
| 1995   | 2008   | Морис Жакоб  | Разные правые                      |            |
| 2008   |        | Жан-Люк Роме | Разные правые                      | профессор  |

## Города-побратимы
- , Бибесхайм-на-Рейне, Германия

## Галерея

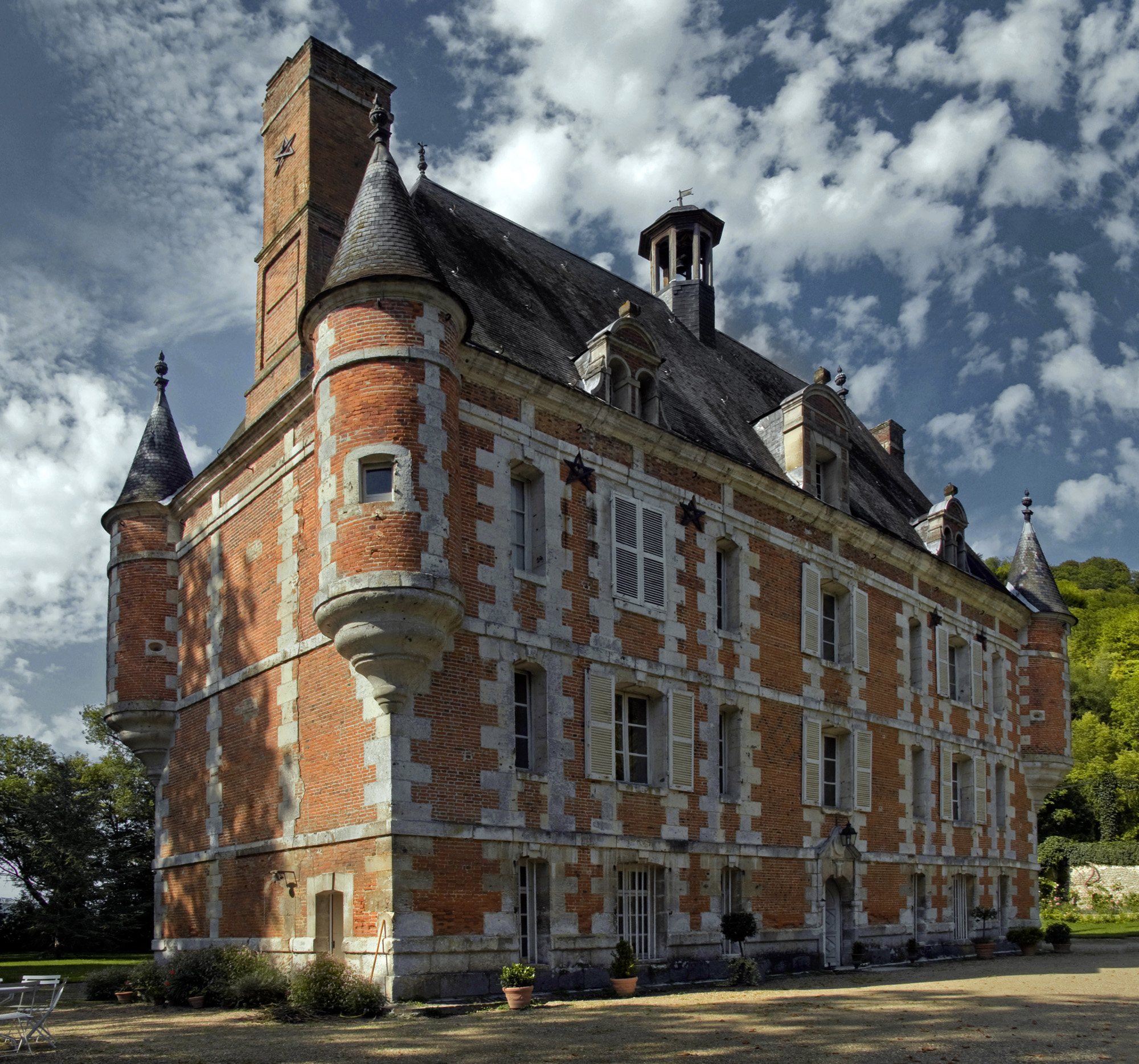
Шато Кантлуп
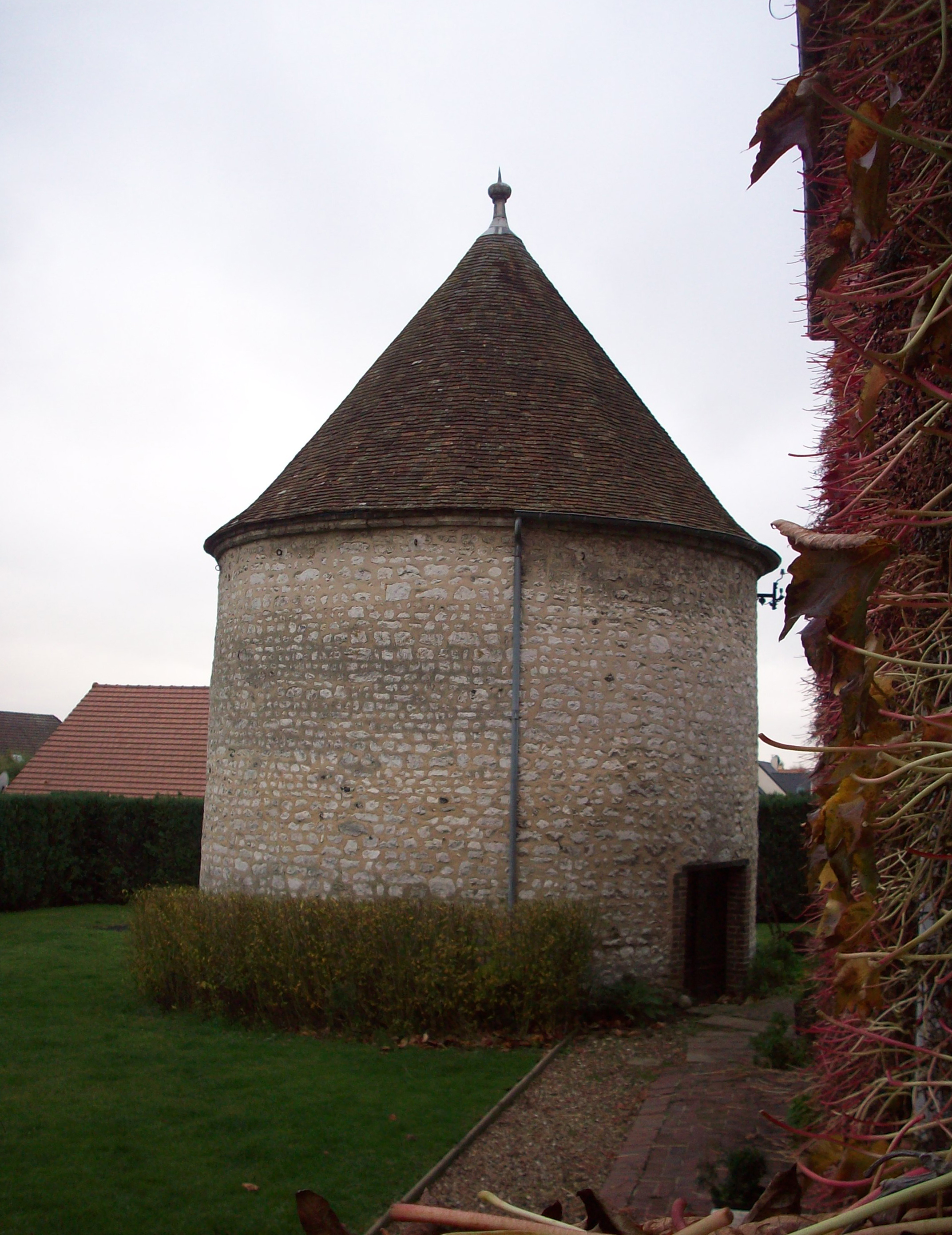
Голубятня XVI века

1. 1 2  база данных о французских коммунах — Национальный географический институт Франции, 2015.